# Rimba Samak
Rimba Samak is een bestuurslaag in het regentschap Ogan Komering Ilir van de provincie Zuid-Sumatra, Indonesië. Rimba Samak telt 1430 inwoners (volkstelling 2010).